# 澳大利亞鐵路運輸

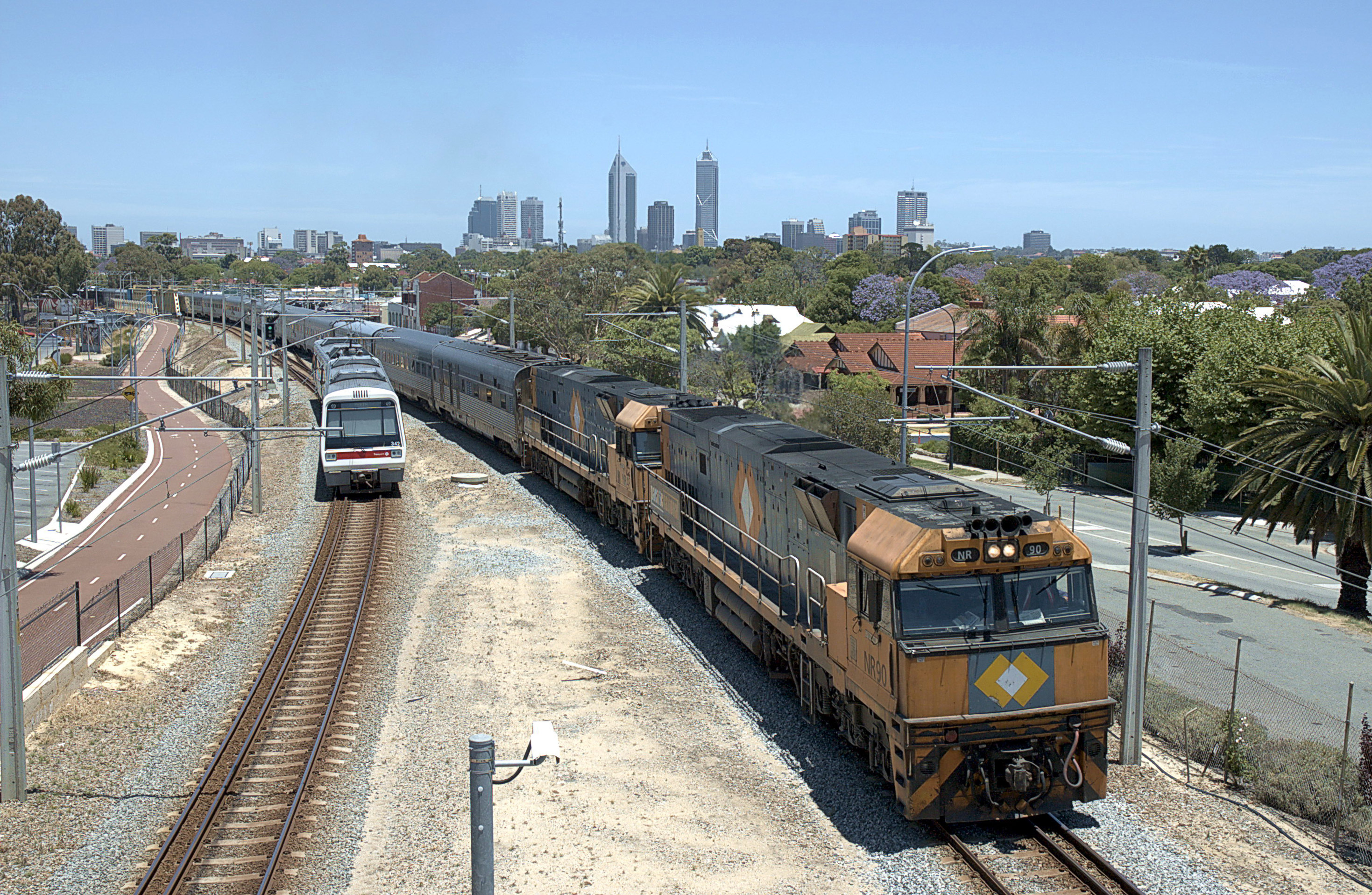
伯斯的兩輛列車

澳大利亞鐵路運輸是澳大利亞交通網的重要組成部分。澳大利亞的鐵路網總長度達41,461（25,763英里），其中2,940（1,830英里）實現電氣化。澳大利亞的大部分鐵路網為國有，只有小部分是私有。澳大利亞的大部分鐵路運營商曾是國營，但在1990年代進行私營化，現在澳大利亞的大部分列車均為營利公司運行。澳大利亞的第一條鐵路出現在1831年，首條電氣化鐵路則是在1919年。目前澳大利亞的大部分長途鐵路主要提供貨運業務，而鐵路的客運業務則大多集中在都市近郊地區。